# Gruvletindane Crags
Gruvletindane Crags är en kulle i Antarktis. Den ligger i Östantarktis. Norge gör anspråk på området. Toppen på Gruvletindane Crags är 2 255 meter över havet, eller 896 meter över den omgivande terrängen. Bredden vid basen är 6,8 km.
Terrängen runt Gruvletindane Crags är kuperad västerut, men österut är den platt.  Trakten är obefolkad. Det finns inga samhällen i närheten. 